# Kyzketken
Kyzketken es una localidad de Uzbekistán, en la república autónoma de Karakalpakia.
Se encuentra a una altitud de 77 m sobre el nivel del mar. 

## Demografía
Según estimación 2010 contaba con una población de 21 632 habitantes.